# دره آران
دره آران (اکسیتان: Val d'Aran) یا آران یکی از تقسیمات کشوری در استان لریدا در کاتالونیای اسپانیا است که درون کوه‌های پیرنه واقع شده‌است. گویش آرانی اکسیتان زبان مادری ۶۲.۸۷٪ از باشندگان این منطقه است.